# Kalle Sahlstedt
Kalle Sahlstedt (* 25. August 1973 in Rauma) ist ein ehemaliger finnischer Eishockeyspieler.

## Karriere
Kalle Sahlstedt begann seine Karriere als Eishockeyspieler bei Lukko Rauma, für das er von 1991 bis 1997 in der SM-liiga aktiv war. In dieser Zeit wurde er 1994 und 1996 jeweils Dritter mit seiner Mannschaft. Anschließend wechselte Sahlstedt zu deren Ligarivalen TPS Turku, mit dem er in den Jahren 1998, 1999 und 2000 einen Titel-Hattrick erreichte. Zudem erreichte der Angreifer mit dem Team den dritten Platz in der European Hockey League 2000. 
Im Sommer 2001 unterschrieb der Finne einen Vertrag bei HV71 Jönköping in der schwedischen Elitserien, mit denen er 2004 Schwedischer Meister wurde. Nach vier Jahren kehrte Sahlstedt 2005 nach Finnland zurück, wo er von Kärpät Oulu verpflichtet wurde, mit denen er 2006 im Finale um den IIHF European Champions Cup dem russischen Vertreter HK Dynamo Moskau unterlag. In den Jahren 2007 und 2008 gewann Sahlstedt mit Kärpät seine finnischen Meisterschaften Nummer vier und fünf, ehe er vor der Saison 2008/09 bei deren Ligarivalen KalPa Kuopio unterschrieb. Dort beendete er 2010 seine Karriere.  

### International
Für Finnland nahm Sahlstedt an der Junioren-Weltmeisterschaft 1993 teil.

## Erfolge und Auszeichnungen
| - 1994 Finnischer Dritter mit Lukko Rauma - 1996 Finnischer Dritter mit Lukko Rauma - 1999 Finnischer Meister mit TPS Turku - 2000 Finnischer Meister mit TPS Turku - 2000 3. Platz in der European Hockey League mit TPS Turku - 2001 Finnischer Meister mit TPS Turku | - 2004 Schwedischer Meister mit HV71 Jönköping - 2006 2. Platz beim IIHF European Champions Cup mit Kärpät Oulu - 2006 Dritter mit Kärpät Oulu - 2007 Finnischer Meister mit Kärpät Oulu - 2008 Finnischer Meister mit Kärpät Oulu |